# 道の駅オアシスおぶせ
道の駅オアシスおぶせ（みちのえき オアシスおぶせ）は、長野県上高井郡小布施町にある長野県道343号村山小布施停車場線の道の駅である。

## 概要
道の駅でありながら、高速道路から降りずに利用できるハイウェイオアシスでもある。
小布施PAから誘導路を通りオアシス利用者用駐車場に駐車すれば利用後に本線に戻ることができる。上信越自動車道小布施スマートICのゲート内側と並行して走る県道側にそれぞれ上下線駐車場がある。
2002年（平成14年）8月13日に道の駅に登録された。小布施総合公園と隣接し、公園や周辺施設と一体としてハイウェイオアシスと呼ばれる。
年中無休で朝9時から営業しており、年間50万人以上に利用されている。

## 施設
- 駐車場
  - 一般道　普通車：100台　大型車：5台　身障者用：3台
  - 高速道上り線　普通車：25台　大型車：5台
  - 高速道下り線　普通車：70台  大車：5台
- トイレ
  - 男：大3、小7
  - 女：9
  - 身障者用：1
- 食事処（9:00 - 20:00、L.O19:30（12月～2月の平日18:00迄））客席166席
- お土産処（9:00 - 20:00）
- リトルオアシス（クレープ屋台 10:15 - 17:00）
- 農産物直売所：お百ショップおぶせ（県道側）、小布施物語（ETC側）
- 自動販売機コーナー

## 休館日
- 年中無休
- 農産物直売所は閑散期不定休

## 運営企業
オアシスおぶせは、株式会社小布施ハイウェイオアシス（おぶせハイウェイオアシス）が運営する。
小布施町と長野電鉄の出資による第三セクターで、長野電鉄株式会社の関連会社である。

### 沿革
- 1995年（平成7年）
  - 4月5日 - 会社設立。
  - 11月30日 - 上信越自動車道延伸開通。
  - 12月25日 - レストラン開業。
- 2002年（平成14年）8月13日 - 道の駅に「オアシスおぶせ」として登録。寿司レストランをフードコートスタイルとし、お土産売店を拡張して現在の業態となる。

## アクセス
- 長野県道343号村山小布施停車場線 - 登録路線
- 上信越自動車道 小布施PA/スマートIC